# Adrian Mierzejewski
Adrian Mierzejewski, född 6 november 1986, är en polsk fotbollsspelare (mittfältare) som spelar för Chongqing Lifan. Han har tidigare spelat för det polska landslaget.
Han var uttagen i Polens trupp vid fotbolls-EM 2012.